# 萊克斯泰申 (密蘇里州)
萊克斯泰申（英語：Lake Station）是位於美國密蘇里州布坎南縣的非建制地區。

## 地理
萊克斯泰申所處的海拔為高於海平面249米（即817英呎），而該地所採用的時區為UTC-6，即北美中部時區（CST）。同時該地設有夏令時間，為UTC-6調快一小時，即UTC-5（CDT）。